# Aggersborg

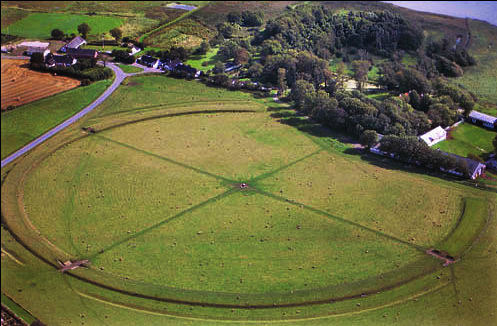
Pozostałości warowni

Aggersborg – ruiny wikińskiej warowni pierścieniowej znajdujące się 2,5 km na północny wschód od miasta Aggersund w północnej Danii. Jest to jedno z największych stanowisk archeologicznych w tym kraju.
Obecnie istniejąca warownia jest rekonstrukcją powstałą w latach 90. XX wieku. W 2023 roku wraz z czterema innymi warowniami została wpisana na listę światowego dziedzictwa UNESCO (wpis o nazwie Warownie pierścieniowe z epoki wikingów).

## Historia
Warownia powstała prawdopodobnie około 980 roku za panowania Haralda Sinozębego lub Swena Widłobrodego. Trudno ustalić dokładną datę stanowiska z uwagi na to, iż w tym samym miejscu istniała osada z epoki żelaza. Jednakże pięć z sześciu warowni pierścieniowych znajdujący się w Danii datuje się na ten właśnie okres. Szacuje się, że obiekt został ukończony w ciągu jednego lub dwóch lat i był używany przez stosunkowo krótki czasu, od pięciu do dwudziestu lat.
Brakuje jednoznacznych danych, by stwierdzić czy Aggersborg był twierdzą kontrolującą szlaki handlowe, czy też pełnił funkcję koszar lub placówki szkoleniowej w związku z najazdami wikingów na Anglię.

## Charakterystyka
Twierdza składa się z okrągłego wału otoczonego rowem oraz cztery dróg ułożonych w kształt krzyża, które łączą jej centrum z zewnętrznym pierścieniem. Średnica wewnętrzna warowni wynosi 240 metrów. Rów znajduje się osiem metrów za wałem i ma około 1,3 metra głębokości. Sam wał miał prawdopodobnie cztery metry wysokości i był zbudowany z ziemi oraz darni. Dodatkowo wzmocniony był dębowym drewnem. Wewnątrz fortecy w obrębie czterech głównych dróg, znajdowały się ułożone prostopadle względem siebie pomniejsze ulice.
Archeolodzy szacują, że warownia mogła pomieścić około pięciotysięczny garnizon, który ulokowany był w 48 tzw. długich domach. W każdym z czterech „sektorów” wyznaczonych przez główne drogi znajdowało się dwanaście domów zlokalizowanych na osi północ-południe i wschód-zachód. Domy miały zaokrąglone dachy oraz boki, mierzyły 31,5 metra długości oraz 8,5 metra szerokości. Wewnątrz znajdowały się długie na 19 metrów sale, a za nimi mniejsze pomieszczenia.
Wśród odnalezionych artefaktów znajdowało się wiele importowanych i luksusowych przedmiotów takich jak: koraliki z kryształu górskiego czy kawałki szklanych słojów. Ponadto odkryto uszkodzony złoty pierścień, a w pobliżu samej warowni złotą opaskę.